# Proclamació de l'Estat Català
La Proclamació de l'Estat Català dins la Federació Espanyola es va produir a Barcelona el 9 de març del 1873. Promoguda per Baldomer Lostau, va ser proclamada per la Diputació de Barcelona. L'Estat català incloïa les quatre províncies catalanes i les Illes Balears.
Es tractava d'una proclama federalista republicana, i no pas separatista. El president provisional designat per les quatre diputacions catalanes per a formar un govern provisional que convocaria eleccions per a les Corts catalanes fou Baldomer Lostau i Prats, un dels caps del Partit Republicà Democràtic Federal, amb suport de l'alcalde de Barcelona, el també federalista Miquel González i Sugranyes; del governador civil Miquel Ferrer i Garcés; del president de la Diputació Benet Arabio i Torres, i del diputats Gonçal Serraclara i Costa.
La proclamació es va desconvocar després que el president de la Primera República Espanyola, Estanislau Figueras, i el cap de files del partit federal, Francesc Pi i Margall, prometessin la dissolució de l'exèrcit espanyol a Catalunya, que es transformava en un cos voluntari al servei de la República dirigit per una Junta d'Armament i Defensa, que lluitaria contra els carlins revoltats.